# Giulio Licinio

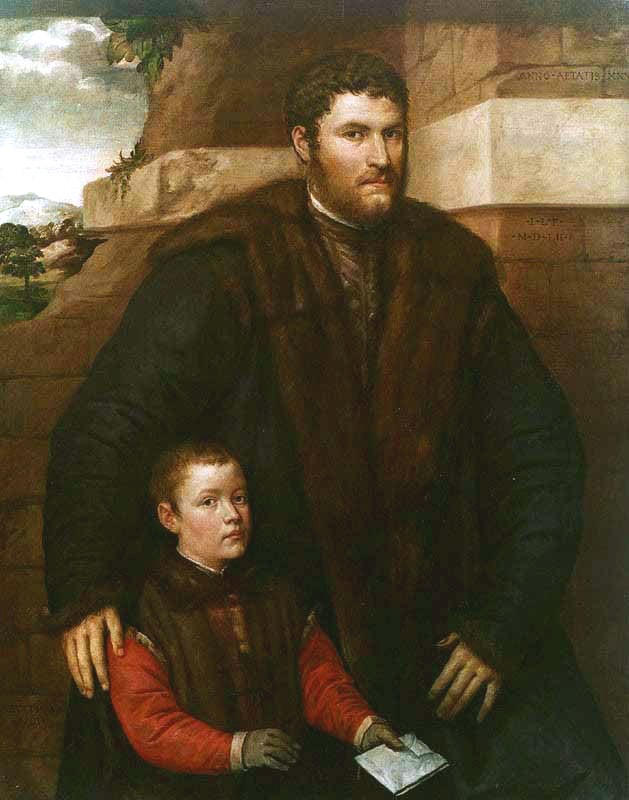
Ritratto di Gentiluomo col figlio

Giulio Licinio (Venezia, 1527 – Venezia, 28 aprile 1591) è stato un pittore italiano.

## Vita e opere

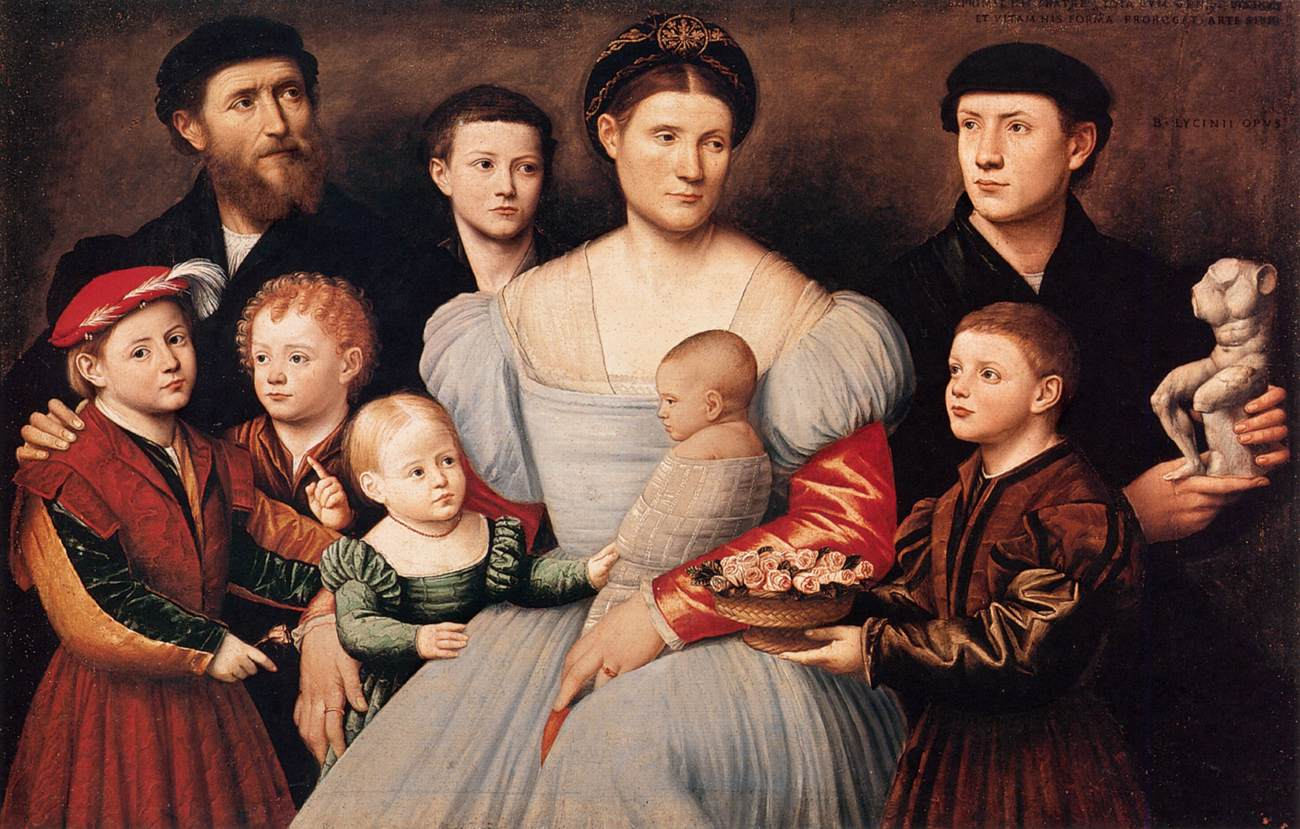
Bernardino Licinio - Famiglia di Arrigo Licinio con Giulio a dieci anni che porge il cestino di rose alla mamma Agnese

### Venezia
Giulio Licinio era il secondogenito di una famiglia di pittori veneziani. Il padre Arrigo, fu un pittore modesto, ma lo zio Bernardino Licinio era molto conosciuto e prese presto il nipote a bottega. Fu ritratto con il padre e la madre Agnese all'età di dieci anni dallo zio nel ritratto di famiglia.
Anche il fratello maggiore Fabio fu un noto incisore e orafo, e incise anche opere del fratello, nonché del più celebre zio. Anche il suo secondo fratello Giovanni Antonio Licinio fu un celebre pittore e l'accompagnò spesso nelle varie commissioni che Giulio riceva. Dal 1550 furono molte le commissioni che ricevevano i pittori come Bernardino, commissioni di opere sacre con immagini della Madonna, per devozioni private. Queste numerose opere, che erano considerate di minor interesse, erano generalmente eseguite dagli allievi, e Giulio iniziò proprio nella bottega di famiglia a eseguire questo tipo di opere. Alcune di queste opere sono firmate dallo zio, ma in molte si può ritrovare lo stile di Giulio.
Intorno agli anni '60 lo zio morì e Giulio ereditò sia la bottega che le commissioni. In questo periodo la grossa tradizione della pittura veneta escluse dalle grosse commissioni molti pittori di buona levatura come i Licinio, ma anche Lorenzo Lotto e il Pordenone (che alcune fonti vogliono parente e maestro di Giulio), tutti costretti a emigrare perché non reggevano il confronto con mostri sacri come Tiziano, il Tintoretto o il Veronese.
Ma fu proprio Tiziano, insieme a Jacopo Sansovino, che gli procurò, nel 1556, la sua più importante opera veneziana: tre dei ventuno tondi che decorarono la Libreria di San Marco, appena costruita dall'architetto fiorentino a completamento di piazza San Marco.
Giulio aveva già espresso un gusto personale, non più erede dello stile dello zio, a esempio nella pala d'altare della chiesa di Sant'Antonio Abate di Lonno, paese del bergamasco nel 1553 e alcuni ritratti del patriziato veneto.
Al progetto della decorazione della Biblioteca nazionale Marciana parteciparono:, oltre Giulio Licinio, Giuseppe Porta, Battista Franco, Giovanni De Mio, lo Schiavone, Paolo Veronese e Giovanni Battista Zelotti.
Il Licinio fu chiamato a dipingere i seguenti soggetti: La Veglia e il Sacrificio, La Gloria e la Beatitudine e La conquista della Virtù.
Altri suoi affreschi e pale d'altare, del periodo italiano del pittore, si trovano a Murano, Verona e Manfredonia in Puglia.

### Alla corte degli Asburgo

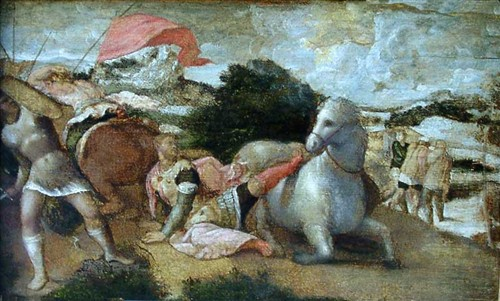
Conversione di Saulo

Nel 1559 la sua vita ebbe una svolta quando fu chiamato ad Augusta dall'Imperatore Ferdinando I d'Asburgo, in quel periodo impegnato nella città svevo-bavarese, per la Dieta, con gli altri principi elettori tedeschi. In questa città fu chiamato a dipingere gli affreschi per il palazzo del ricco mercante Hieronymus Rehlinger. Ad Augusta il Licinio aprì una propria bottega alla quale parteciparono altri pittori di origine italiana come ad esempio Antonio Ponzano.
Questo creò un certo malcontento tra i pittori locali, anche se lo stile importato dall'Italia non tardò ad affermarsi sia in Baviera che nel resto del paese, influenzando, loro malgrado anche i pittori locali.
La sua opera più importante per gli Asburgo fu la decorazione del Castello di Pozsony, nel quale lavorò tra il 1563 e il 1570, insieme all'altro fratello Giovanni Antonio Licinio.
Altri suoi lavori si trovano a Vienna, Graz, Ebersdorf e nella Kunstkammer dell'Imperatore Rodolfo II a Praga.

### Ritorno a Venezia
Nel 1578 fece ritorno nella sua città natale. Carico di esperienza e onorato in Germania, il Licinio aveva delle speranze su nuove commissioni in patria, ma a parte le dodici tele delle Allegorie di Virtù morali fatte per il Palazzo Ducale, dipinte fra il 1577 e il 1590, non ebbe più commissioni di rilievo.
Giulio Licinio morì a Venezia il 28 aprile del 1591.

## Opere
- Figure mitologiche, allegoriche e ornamentali affreschi della casa di Hieronyumus Rehlinger Augusta;
- Coriolano supplicato dalle matrone romane olio su tavola raccolta Morrison, Basildon Park;
- Gesù dormiente e due serafini olio su tela museo di Bordeaux;
- Ritratto di gentildonna olio su tela museo di Bordeaux;
- Decorazione della cappella reale affresco Bratislava;
- Ritorno del figlior prodigo olio su tela Museo nazionale d'arte della Romania Bucarest;
- Accampamento militare Budapest collezione Szeben;
- Città costiera con orientali olio su tavola, Budapest collezione Szeben;
- La Caduta di san Paolo olio su tela Galleria degli Uffizi Firenze;
- La Caduta di san Paolo olio su tela Collezione privata
- Cristo morto sorretto da tre angeli Museo diocesano di Graz;
- Ercole uccide Eurito e Caco olio su tavola Ermitage San Pietroburgo;
- Battaglia di centauri e lapiti olio su tavola Ermitage San Pietroburgo;
- I pomi degli esperidi olio su tavola Ermitage San Pietroburgo;
- Assalto a Cartagine olio su tavola National Gallery di Londra;
- La Continenza di Scipione l'africano olio su tavola National Gallery di Londra;
- Il Ratto delle sabine olio su tavola National Gallery Londra;
- La riconciliazione tra i sabini e i romani olio su tavola National Gallery (Londra);
- L'incendio delle navi olio su tavola National Gallery (Londra);
- Mosè salvato dalle acque Londra;
- Ritratto di gentiluomo con figlioletto olio su tela collezione privata a Londra;
- La generosità di Scipione l'africano olio su tavola Londra;
- La Circoncisione olio su tela Londra;
- Orazio Coclite difende il ponte olio su tavola Londra.
- La fortuna olio su tela Londra.
- Decorazione della cappella reale affresco Castello di Bratislava, Bratislava.
- La virtù olio su tela Londra.
- Madonna in gloria e sette santi 1553 olio su tela centinata chiesa di Sant'Antonio Abate a Lonno di Nembro (Bergamo).
- Adorazione dei magi olio su tavola chiesa di San Francesco Manfredonia.
- Madonna in trono con tre angeli e i santi Lorenzo, Orsola il senatore Lorenzo Pasqualigo, olio su tela, Murano chiesa di San Pietro Martire;
- Affreschi a Castel Roganzuolo e nella chiesa parrocchiale (Treviso).
- Madonna in trono son sei santi olio su tavola, collezione privata Roma;
- Madonna con san Giovannino olio su tavola, collezione privata Roma;
- Il sacrificio dei greci in Aulide  olio su tavola Galleria Sabauda Torino;
- Il giudizio di Paride olio su tavola Galleria Sabauda, Torino;
- Il ratto di Elena olio su tavola Galleria Sabauda Torino;
- La Veglia e il Sacrificio olio su tela, Venezia, Salone Sansovino della Libreria Marciana, soffitto.
- La Gloria e la Beatitudine olio su tela, Venezia, Salone Sansovino della Libreria Marciana, soffitto.
- Dodici effetti di virtù morali, La Verità, l'Occasione, la Vigilanza, la Fama, la Segretezza, la Sicurezza di Governo, la Felicità pubblica, l'Abbondanza pacifica, l'Avvedutezza, la Scienza delle acque, la Prontezza difensiva, olio su tela. Venezia, Palazzo Ducale, sala dello Scrutinio, soffitto
- Conversione di Saulo, Verona Museo di Castelvecchio
- Compianto di Gesù morto olio su tavola, Verona Collezione privata.
- Il trionfo di Giulio Cesare Vienna Kunsthistorisches Museum;
- Pitture a fresco a decorazioni Vienna;